# Arroyo de Moratones
El arroyo de Moratones es un arroyo que nace en la sierra de la Culebra a la altura de Sesnández de Tábara y discurre entre esta y la sierra de las Carbas formando el valle de Moratones, y desemboca en el río Esla ya embalsado a causa de la presa de Ricobayo en la Dehesa de Misleo en Moreruela de Tábara.

## Geografía de su curso
El arroyo de Moratones nace cercano a la localidad de Sesnández de Tábara en la sierra de la Culebra para acto seguido discurrir por el valle formado entre esa sierra y su brazo llamado sierra de las Carbas. Tras abandonar Sesnández, discurre por Escober de Tábara y pueblo en el que el arroyo de Moratones ha sido uno de los principales activos de su existencia. Después cruza los términos de San Martín de Tábara y el proyecto de localidad fallida de Dehesa de Moratones del siglo XV. Prosigue bordeando Navianos de Alba y Perilla de Castro, y tras cruzar bajo los viaductos de la N-631 y el AVE Zamora-Galicia, desemboca en la Dehesa de Misleo, término de Moreruela de Tábara integrándose sus aguas en un río Esla embalsado por la presa de Ricobayo.

## Características
Discurre por el valle de Moratones, un valle con unas fértiles vegas y prados. La ribera del Moratones destaca por su espectacular contraste entre el tapiz vegetal de amplias praderas con bosques de fresnos, robles, sauces, chopos, alisos, alcornoques, encinas y la vegetación de matorral bajo situada en las partes más altas de la sierra de la Culebra y sierra de las Carbas. En su ribera se cobijan un número importante de peces, anfibios, reptiles o aves. Asimismo, a lo largo del arroyo se pueden apreciar algunos elementos característicos de la arquitectura alistana como pontones, casas de adobe y piedra, fuentes manantiales, molinos o la casa de los Comunes, un antiguo refugio de montaña con más de un siglo de antigüedad. 
El arroyo de Moratones forma parte de la Red Natura 2000 en Castilla y León y se ha utilizado para marcar el límite suroriental de la Reserva regional de caza de la Sierra de la Culebra. El valle de Moratones se ha convertido en una de las rutas más bellas para hacer senderismo en la Zamora rural.

## Dehesa de Moratones
La Dehesa de Moratones o simplemente Moratones, fue un concejo del marquesado de Távara, fundado en 1497 y pocos años después convertido en despoblado. Durante el señorío de Tábara, a las localidades fundadoras se les sumaron algunas de nueva creación mediante repoblación. Las dos primeras, tuvieron lugar un siglo después del nacimiento del señorío, fue en 1471 con la creación de Escober de Tábara y Sesnández de Tábara. Posteriormente, se fundó Moratones en 1497, Ferreruela en 1510 y Abejera en 1541.
En 1591 la localidad de Moratones poseía 10 vecinos según el recuento de población realizado por la Corona de Castilla, aparece en ese informe junto a otra localidad comarcal como es Litos, que mantenía técnicamente los mismos habitantes que Moratones. En 1751 ya aparece en documentos como despoblado. En el Diccionario geográfico-estadístico de España y Portugal de 1827, en el tomo VIII, aparece como despoblado describiéndose como dehesa ganadera perteneciente a San Martín de Tábara.